# Alan Lee
Alan Lee (Middlesex, 20 agosto 1947) è un illustratore e pittore inglese, noto soprattutto per essere stato il primo a illustrare Il Signore degli Anelli di J. R. R. Tolkien; ha vinto nel 2004 il Premio Oscar per la migliore scenografia con il film Il Signore degli Anelli - Il ritorno del re di Peter Jackson.

## Biografia
Si è diplomato in grafica e design alla Ealing School of Art. Dopo il diploma ha lavorato come illustratore freelance, realizzando soprattutto copertine e illustrazioni, lasciandosi in parte ispirare dal proprio interesse per la mitologia e i racconti popolari. Verso la metà degli anni Settanta ha lasciato Londra per trasferirsi a Dartmoor, nel Devon, insieme ai colleghi Marja Lee Kruyt (con cui è stato sposato per molti anni) e Brian Froud.
Si è rapidamente affermato come illustratore di fama mondiale, dipingendo delicati acquarelli per molti libri noti, tra cui The Mabinogion, Castles, Merlin Dreams e Black Ships Before Troy: The Story of the Illiad, che gli ha valso la prestigiosa Kate Greenaway Medal.
Nel 1978, insieme a Brian Froud, è stato pubblicato in italiano il libro Fate (Faeries), ispirandosi ai miti e alle atmosfere della campagna di Dartmoor. Fate è diventato un best seller e di recente ne è stata pubblicata un'edizione speciale per il 25º anniversario, che ha riscosso ancora una volta grande successo.
Per celebrare il centesimo anniversario della nascita di John Ronald Reuel Tolkien, la HarperCollins ha chiesto ad Alan Lee di realizzare 50 dipinti per illustrare una ricca edizione speciale rilegata de Il Signore degli Anelli. Così è iniziata la sua avventura nel mondo di Tolkien. Successivamente ha illustrato Tolkien's Ring di David Day e l'edizione del 1997 di Lo Hobbit. Nel 1998 ha vinto il Premio World Fantasy come miglior artista.
Negli ultimi sette anni, tuttavia, ha dovuto mettere da parte il lavoro di illustratore per prendere parte al monumentale progetto di Peter Jackson, la trilogia cinematografica del Signore degli Anelli.
Dal 1998 al 2004 Alan Lee ha vissuto in Nuova Zelanda, lavorando come conceptual designer insieme al collega John Howe, e ha dato un importante contributo a disegnare il volto della Terra di Mezzo.
I tre film di Jackson hanno vinto il Premio Hugo, il più importante riconoscimento della fantascienza mondiale, nel 2002, 2003 e 2004. Sempre nel 2004, Alan Lee ha vinto il Premio Oscar per il suo lavoro come direttore artistico nel film Il Signore degli Anelli - Il ritorno del re.
Oltre al Signore degli Anelli, Alan ha lavorato anche sulle scenografie di Legend di Ridley Scott, di Erik il Vichingo di Terry Jones e di Merlino.
Quando non è fuori per lavoro, Alan vive sempre a Dartmoor dove ha il suo studio, un'antica casa di pietra a due piani, coperta di rose. Tra i suoi interessi principali ci sono i miti e il folklore, la letteratura, la poesia, la musica, l'archeologia, la storia, ma anche andare in giro per il mondo e fare lunghe passeggiate nei boschi vicino a casa.
Il suo ultimo libro, The Lord of the Rings Sketchbook, è uscito nel Regno Unito a settembre del 2005.
È membro del Comitato d'Onore dell'Ischia Film Festival.
Nel 2007 ha illustrato il libro The Children of Húrin, curato da Christopher Tolkien dagli appunti del padre John Ronald Reuel Tolkien, uscito in italia il 26 ottobre dello stesso anno edito da Bompiani e intitolato I figli di Húrin.

## Opere
- Fate (1979) con Brian Froud e David Larkin
- Castles (1984) con David Day
- The Moon's Revenge (1987) di Joan Aiken (illustrazioni)
- Merlin Dreams (1988) di Peter Dickinson (illustrazioni)
- The Lord of the Rings (1991) di J.R.R. Tolkien (illustrazioni)
- Black Ships Before Troy (1993) di Rosemary Sutcliff (illustrazioni)
- Tolkien's Ring (1994) di David Day (illustrazioni)
- The Wanderings of Odysseus (1996) di Rosemary Sutcliff (illustrazioni)
- The Hobbit (1997) di J.R.R. Tolkien (illustrazioni)
- The Lord of the Rings Sketchbook (2005) di Alan Lee
- The Children of Hurin (2007) di J.R.R. Tolkien (illustrazioni)